# Rezerwat przyrody Na Oratyku
Na Oratyku – rezerwat przyrody w miejscowości Krościenko, w gminie Ustrzyki Dolne, w powiecie bieszczadzkim, w województwie podkarpackim. Jest położony na grzbiecie i zboczach góry Oratyk (643 m n.p.m.), przy granicy z Ukrainą. Leży w leśnictwie Krościenko, w Nadleśnictwie Ustrzyki Dolne.
numer według rejestru wojewódzkiego – 71
powierzchnia – 233,12 ha (akt powołujący podawał 233,15 ha)
dokument powołujący – Dz. Urz. Woj. Podkarpackiego 00.24.197
rodzaj rezerwatu – leśny
- typ rezerwatu – fitocenotyczny

- podtyp rezerwatu – zbiorowisk leśnych

- typ ekosystemu – leśny i borowy

- podtyp ekosystemu – lasów górskich i podgórskich

przedmiot ochrony (według aktu powołującego) – dobrze wykształcony zespół buczyny karpackiej w strefie przejścia piętra pogórza w regiel dolny wraz z cennym drzewostanem i stanowiskami licznych gatunków roślin rzadkich i chronionych.
Rezerwat znajduje się na terenie Parku Krajobrazowego Gór Słonnych oraz w granicach dwóch obszarów sieci Natura 2000: siedliskowego „Ostoja Góry Słonne” PLH180013 oraz ptasiego „Góry Słonne” PLB180003.